# Сунвон-ванху
Сунвон-ванху (순원왕후; 8 июня 1789 — 21 сентября 1857) — чосонская королева-консорт. Супруга Ли Гона, короля Сунджо, 23-го монарха Чосона. Происходила из клана Андон Ким. Она была известна как Вдовствующая королева Мёнгён (명경왕대비) после смерти своего мужа в 1834 году. Она была регентом между 1834 и 1841 годами во время правления своего внука Хонджона и в 1849—1852 годах во время правления её приемного сына Чхольчона . Посмертно её называли Сунвон, Уважительной Императрицей (순원숙황후, 純元肅皇后).

## Биография

### Ранняя жизнь и брак
Будущая королева-консорт родилась в клане Андон Ким 8 июня 1789 года. Она была первой дочерью и третьим ребёнком Ким Джо Суна и его жены, госпожи Сим из клана Чхонсон Сим. Через свою мать госпожа Ким является потомком по материнской линии Сим Ый-гёма, младшего брата королевы Инсун, и Сим Она, отца королевы Сохон.
Её материнская сторона была связана с королевской семьей, ведь её дед по материнской линии, Сим Гон-джи, был двоюродным братом в 5-м  колене Сим Нын-гона (심능건, 沈能 建; 1752 — 7 июля 1817); который был зятем Ёнджо, так как был женат на его дочери, принцессе Хварён. Сим Гон-джи также был близок с Сим Хван-джи (심환지, 沈煥之; 1730 — 18 октября 1802), который был членом фракции Норон Бёкпа. Из-за этого Сим Хван-джи смог вмешаться в окончательный выбор той, кто может стать королевой-консортом.
Поскольку госпожа Ким была из клана Андон Ким, которым руководил её отец Ким Джо Сон, который также был членом фракции Норон и служил Чонджо ближайшим помощником, госпожа Ким вскоре стала могущественной будущей королевой, когда её выбрали среди молодых девушек.

### Жизнь в качестве королевы-консорта и вдовы

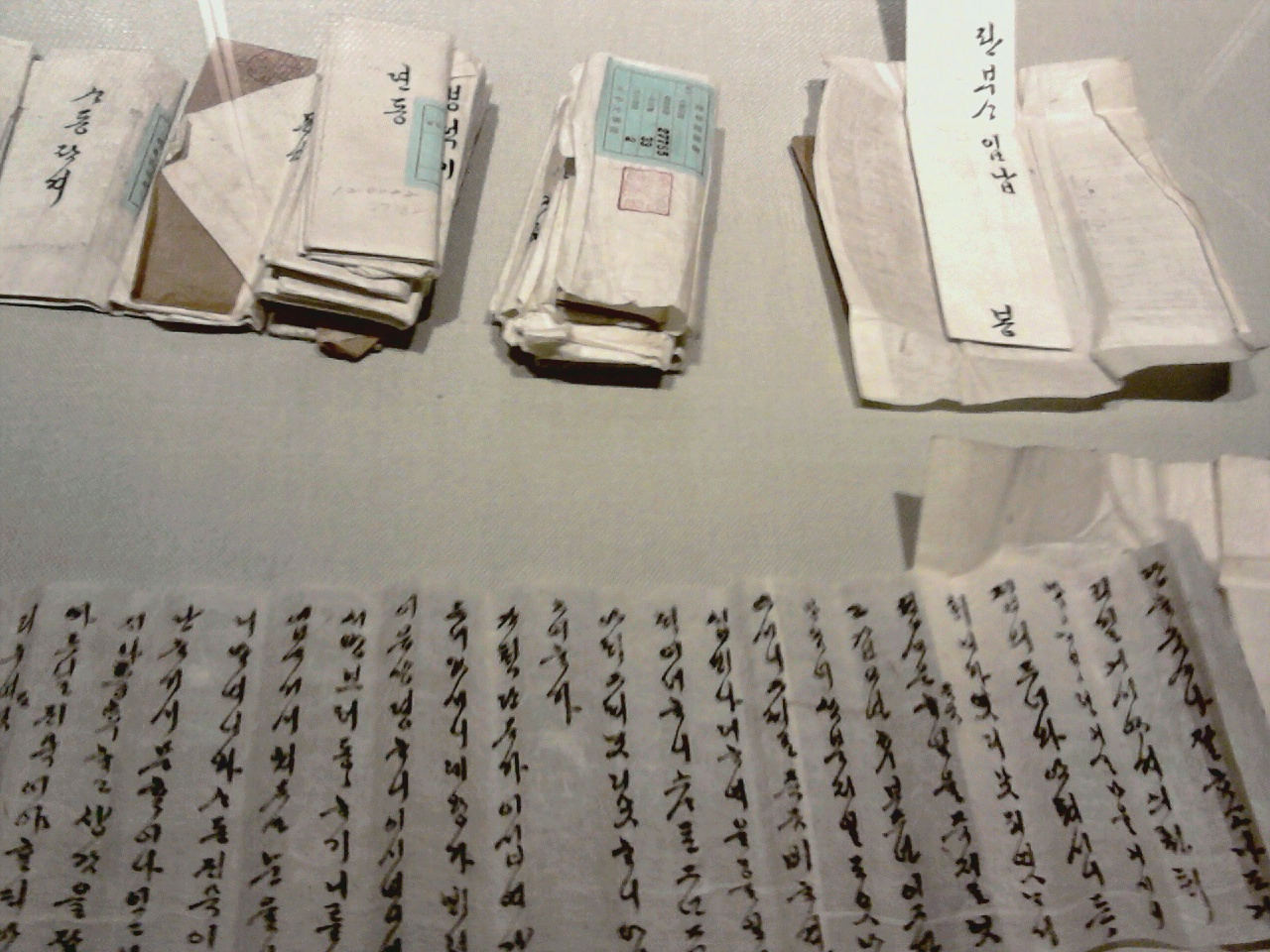
Апелляционное письмо (Ёпильбонсо) к королеве Сунвон.

В 1802 году в возрасте 13 лет госпожа Ким вышла замуж за короля Сунджо и стала королевой Чосона. Она родила пятерых детей; Наследного принца Хомёна в 1809 году, принцессу Мёнгон в 1810 году, принцессу Бокон в 1818 году и принцессу Докон в 1828 году, причем только один сын умер в младенчестве в 1820 году.
Когда её муж умер в 1834 году, она стала регентом своего восьмилетнего внука, короля Хонджона, и политическая власть оставалась в руках её семьи, клана Андонг Ким до 1840 года, когда она перешла к семье матери Хонджона, королеве Синджон, из клана Пунъян Джо, после католических преследований 1839 года.
До смерти своего внука в 1849 году и до того, как она снова стала регентом, королева пережила своих детей, поскольку последняя из её оставшихся дочерей, принцесса Докон, умерла в 1844 году. В конце концов королева снова стала регентом во время правления короля Чхольчона в 1849 году. Со своим влиянием, она заставила короля жениться на девушке из её клана в 1851 году, которая была известна как королева Чхорин, и правила в качестве регента до своего четвёртого года правления в 1852 году.
Королева Сунвон умерла во дворце Чхандок 21 сентября 1857 года. Власть клана королевы позже уменьшилась, когда королева Синджон приняла сына Великого внутреннего принца Хынсона, И Мён Бока, как своего собственного, чтобы он стал следующим королем. Вдовствующая королева ушла в отставку и передала всю власть Великому внутреннему принцу Хынсону, чтобы помочь своему сыну в качестве регента, тем самым устранив всю силу влияния клана Андонг Ким, а также, в конце концов, и клана Пунъян Джо.

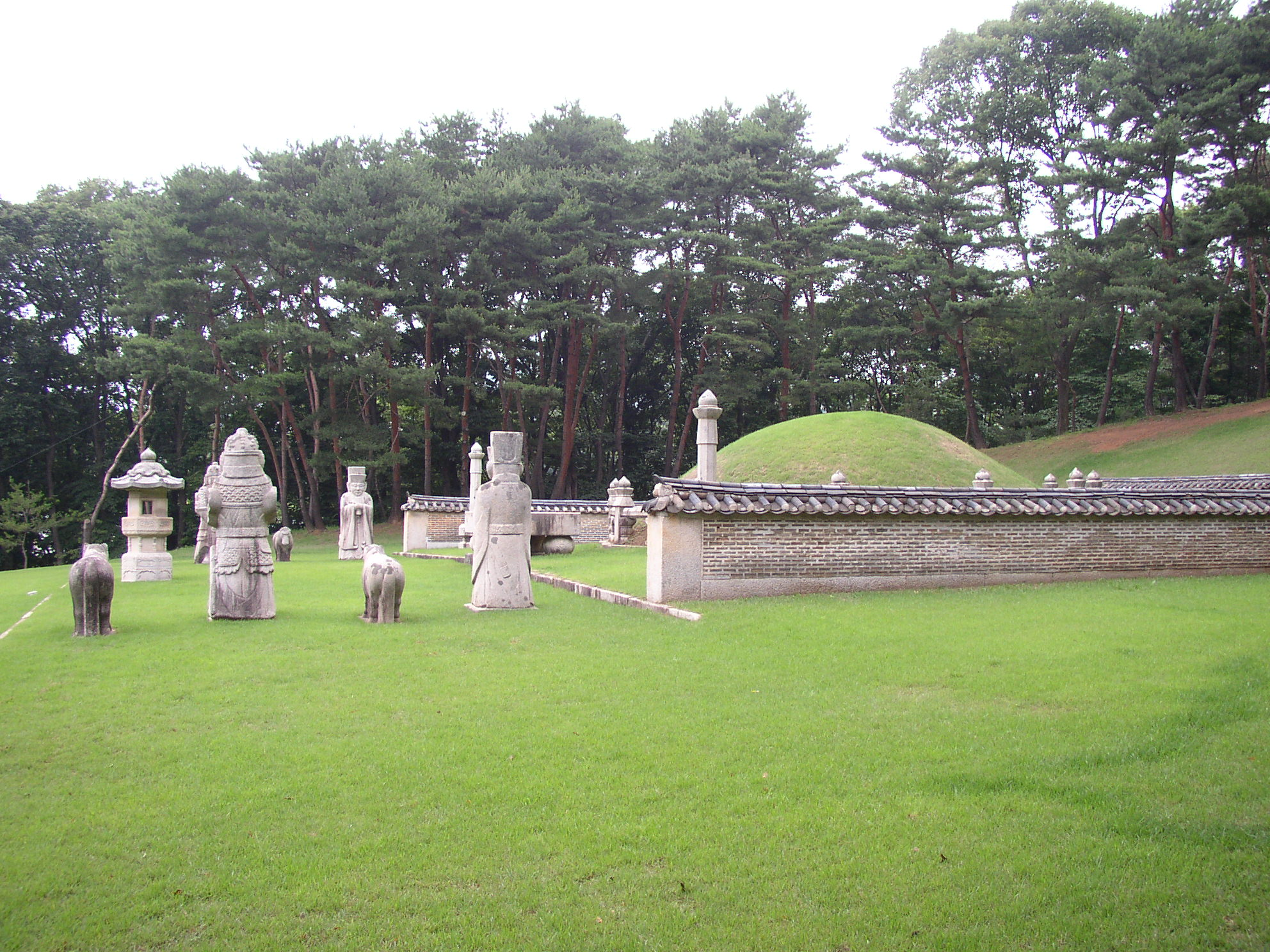
Инрын, место где похоронены королева Сунвон и король Сунджо

Королева Сунвон похоронена вместе со своим мужем в Инрыне, расположенном в Нэгок-доне, район Сочхо (Сеул).

## Семья

### Родители

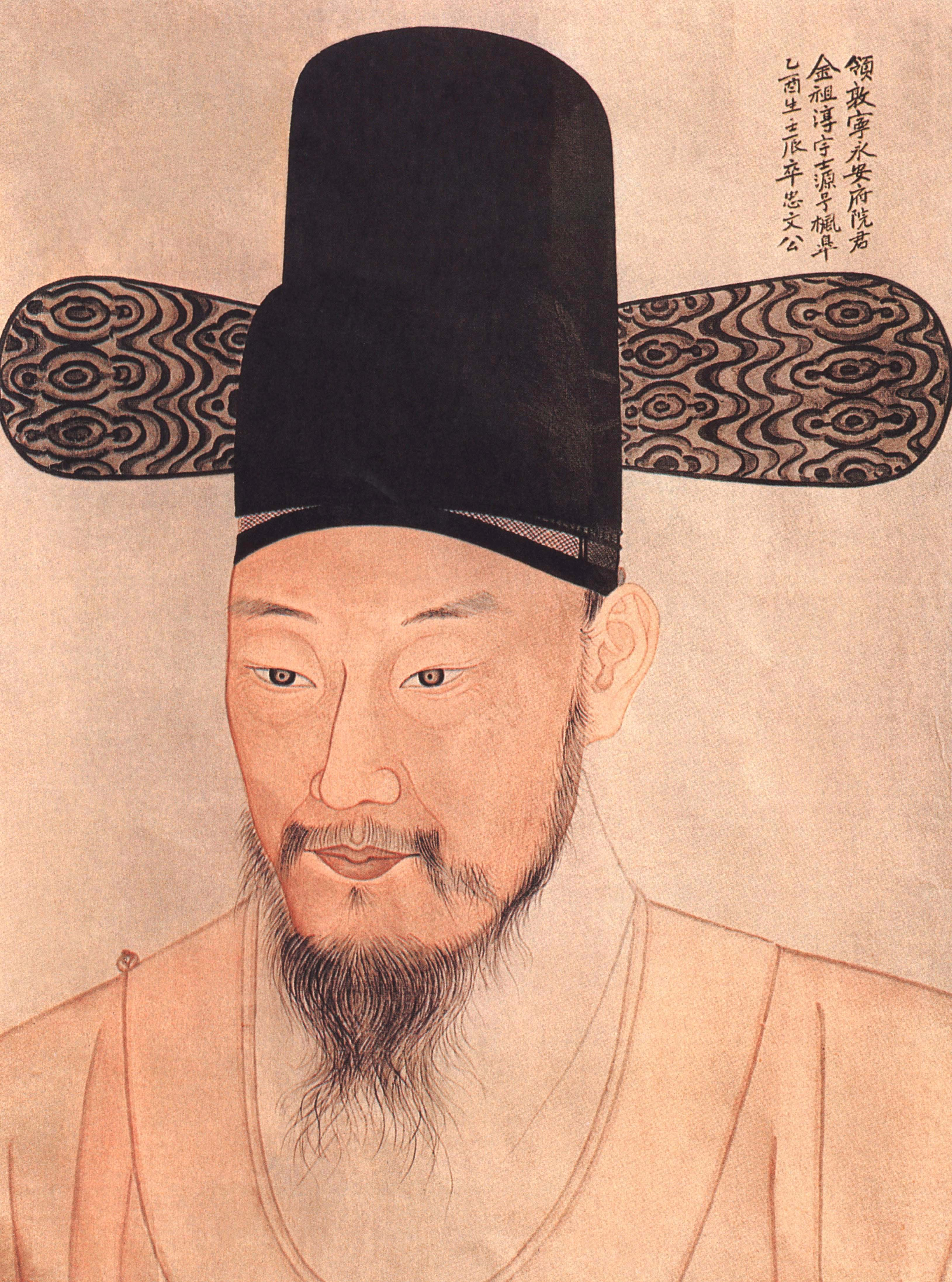
Ким Джо Сун, отец королевы Сунвон

- Пра-пра-пра-пра-пра-пра-пра-пра-прадедушка: Ким Сэн Хэ (김생해, 金生海)
- Пра-пра-пра-пра-пра-пра-прадедушка: Ким Гык Хё (김극효, 金克孝) (16 сентября 1542 г. — 3 февраля 1618 г.)
- Пра-пра-пра-пра-пра-пра-пра-прабабушка: госпожа Чон из клана Донрэ Чжон (본관: 동래정씨)
- Пра-пра-пра-пра-пра-прадедушка: Ким Сан Гван (김상관, 金尙觀)
- Пра-пра-пра-пра-прадедушка: Ким Гван-чан (김광찬, 金光燦) (1597 — 24 февраля 1668)[2]
- Пра-пра-пра-пра-прабабушка: госпожа Ким из клана Ёнан Ким (본관: 연안 김씨)[3]
- Пра-пра-пра-прадедушка: Ким Су Хан (김수항, 金壽恒) (1629 — 9 апреля 1689)
- Прапрапрапрабабушка: госпожа На из клана Анджон На (본관: 안정 나씨)[4]
- Прапрапрадедушка: Ким Чанг-джиб (김창집, 金昌集) (1648 — 2 мая 1722)
- Прапрапрабабушка: госпожа Парк (박씨)
- Пра пра дедушка: Ким Че Гём (김제겸, 金濟謙)[5]
- Прадед: Ким Дал-хэн (김달행, 金達行)[6]
- Дед: Ким И Чжон (김이중, 金履中);[7]занимал пост премьер-министра.
- Бабушка: госпожа Шин из клана Пхёнсан Шин (본관: 평산 신씨, 平山 申氏)
- Отец: Ким Джо Сун (김조순, 金祖淳) (1765—1832)[8]
- Мать: Внутренняя принцесса-консорт Чхонъян из клана Чхонсон Сим (청양부부인 심씨, 靑陽府夫人 沈氏) (1766—1828)
  - Дедушка: Сим Гон-джи (심건지, 沈健之)[9]
  - Бабушка: госпожа Йи из клана Чонджу Йи (증 정경부인 전주 이씨); Вторая жена Сим Гон-джи
  - Сводная бабушка: госпожа Сон из клана Ынджин Сон (증 정경부인 은진 송씨)

### Братья и сестры
- Старший брат: Ким Ю Гын (김유근, 金逌根) (март 1785 г. — июль 1840 г.); стал приемным сыном Ким Ён Суна (김용순, 金龍淳) и госпожи Хон из клана Пунсан Хон (정경부인 풍산 홍씨, 貞敬夫人 豊山 洪氏)
- Старший брат: Ким Вон Гын (김원근, 金元根) (1786—1832)
- Младший брат: Ким Чва Гын (김좌근, 金左根) (1797—1869)
  - Невестка: госпожа Юн (윤씨, 尹氏)
    - Приемный племянник: Ким Бён Ги (김병기, 金炳冀) (1818—1875)
      - Жена приёмного племянника: госпожа Нам (남씨, 南氏); Дочь Нам Гу Суна
        - Приемный внучатый племянник: Ким Ён Гюн (김용균, 金用均)
- Младшая сестра: госпожа Ким из клана Андон Ким.
  - Зять: Нам Гу-сун (남구순, 南久淳)
    - Племянник: Нам Пён Чхоль (남병철, 南秉哲) (1817—1863)
    - Племянница: госпожа Нам (남씨, 南氏)
- Младшая сестра: госпожа Ким из клана Андон Ким.
  - Зять: И Гём-джэ (이겸재, 李謙在)
- Младшая сестра: госпожа Ким из клана Андон Ким.
  - Зять: И Гын У (이긍우, 李肯愚)
- Младший брат: Ким Сон Гын (김손근, 金遜根)

### Муж

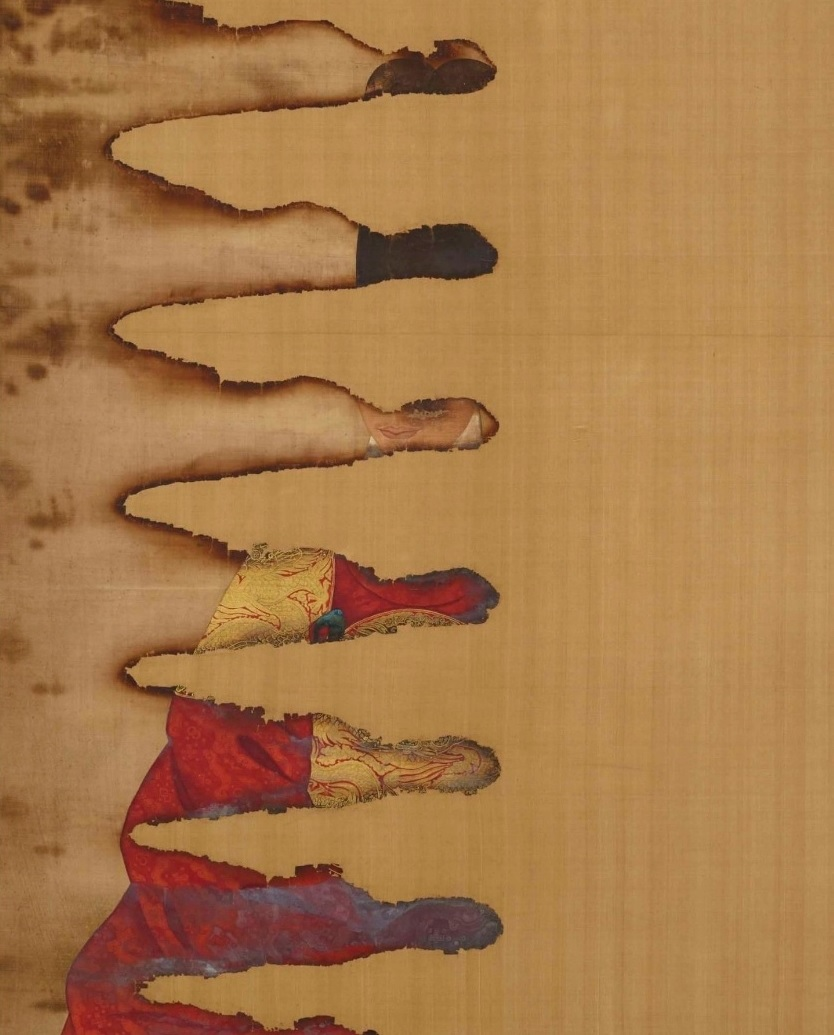
Сгоревший портрет мужа королевы, короля Сунджо (официальная подлинная версия)

- Ли Гон, король Сунджо (조선 순조; 29 июля 1790 — 13 декабря 1834)
  - Свёкор: Ли Сан, король Чонджо (조선 정조; 28 октября 1752 — 18 августа 1800)
  - Свекровь: Королевская благородная супруга Су (1 июня 1770 — 6 февраля 1823) из клана Баннам Парк (수빈 박씨)
    - Законная свекровь: королева Хёый (5 января 1754 — 10 апреля 1821) из клана Чхонпун Ким (효의왕후 김씨)

### Дети
- Сын: Наследный принц Хёмён (효명세자) (18 сентября 1809 г. — 25 июня 1830 г.)
  - Невестка: Наследная принцесса Джо из клана Пунъян Джо (신정익황후 조씨) (21 января 1809 г. — 4 июня 1890 г.)
    - Внук: король Чосона Хонджон (헌종) (8 сентября 1827 г. — 25 июля 1849 г.)
      - Жена внука: королева Хёхён из клана Андон Ким (효현왕후 김씨) (27 апреля 1828 г. — 18 октября 1843 г.)
      - Жена внука: королева Хёджон из клана Намьян Хон (효정왕후 홍씨) (6 марта 1831 г. — 2 января 1904 г.)

    - Приемный внук: Ли Хый, император Кореи Коджон (8 сентября 1852 г. — 21 января 1919 г.) (광무태황제)
      - Жена приёмного внука: Мин Джа Ён, императрица Мёнсон из клана Ёхын Мин (17 ноября 1851 г. — 8 октября 1895 г.) (명성태황후 민씨)
- Дочь: принцесса Мёнгон (명온공주) (1810—1832)
  - Зять: Ким Хён Гын (김현근, 金賢根) из клана Андон Ким (1810—1868)
    - Внучка: госпожа Ким из клана Андон Ким (김씨, 金氏); умерла преждевременно
    - Безымянный внук; умер преждевременно[10]
    - Приемный внук: Ким Бён Чан (김병찬, 金炳瓚)
- Дочь: принцесса Бокон (복온공주) (1818—1832)
  - Зять: Ким Бён Чжу (김병주, 金炳疇) из клана Андон Ким (1819—1853)
- Безымянный сын (1820—1820)
- Дочь: принцесса Докон (덕온공주) (1822—1844)
  - Зять: Юн Ый-сон (윤의선, 尹宜善) (? — 1887)
    - Приемный внук: Юн Юн-гу (윤용구, 尹用求)
- Приемный сын: король Чосона Чхольчон (철종대왕) (25 июля 1831 — 16 января 1864)
  - Приемная невестка: королева Чхорин из клана Андон Ким (철인왕후 김씨) (27 апреля 1837 г. — 12 июня 1878 г.)
  - Приемный внук: королевский принц Ли Юн-джун (원자 이융준) (22 ноября 1858 г. — 25 мая 1859 г.)

## В искусстве
- Сыграла Хан Су Ён в сериале KBS2 2016 года « Лунный свет, влекомый облаками» .
- Сыграла Пэ Чон Ок в сериале tvN 2020—2021 годов «Королева Чорин»